# Voormalig rijksbeschermd gezicht Elspeet
Gezicht Elspeet is een voormalig rijkswege beschermd dorpsgezicht in Elspeet in de Nederlandse provincie Gelderland. Het gebied werd op 31 maart 1967 aangewezen.
De aanwijzing betrof een eeuwenoude nederzetting met een aantal boerderijcomplexen ten noorden van de kern Elspeet. Het beschermd gezicht had een omvang van 12,5 hectare. In 1993 werd de aanwijzing ingetrokken omdat er 'ernstige aantasting van de historische nederzettingsstructuur' van het gezicht had plaatsgevonden.